# L'uomo perduto
L'uomo perduto (The Lost Man) è un film di Robert Alan Aurthur del 1969.
La coppia Poitier-Shimkus si incontrò lavorando in questo film.

## Trama
Un ex-tenente dell'esercito americano divenuto militante di un gruppo afro-americano organizza una rapina per aiutare i compagni incarcerati. Ma finisce male e cerca di scappare insieme a una assistente sociale che si è innamorata di lui.

## Critica
«Rifacimento del Fuggitivo di cui non conserva né la tensione né la bellezza.» *½ 